# Láilá Susanne Vars

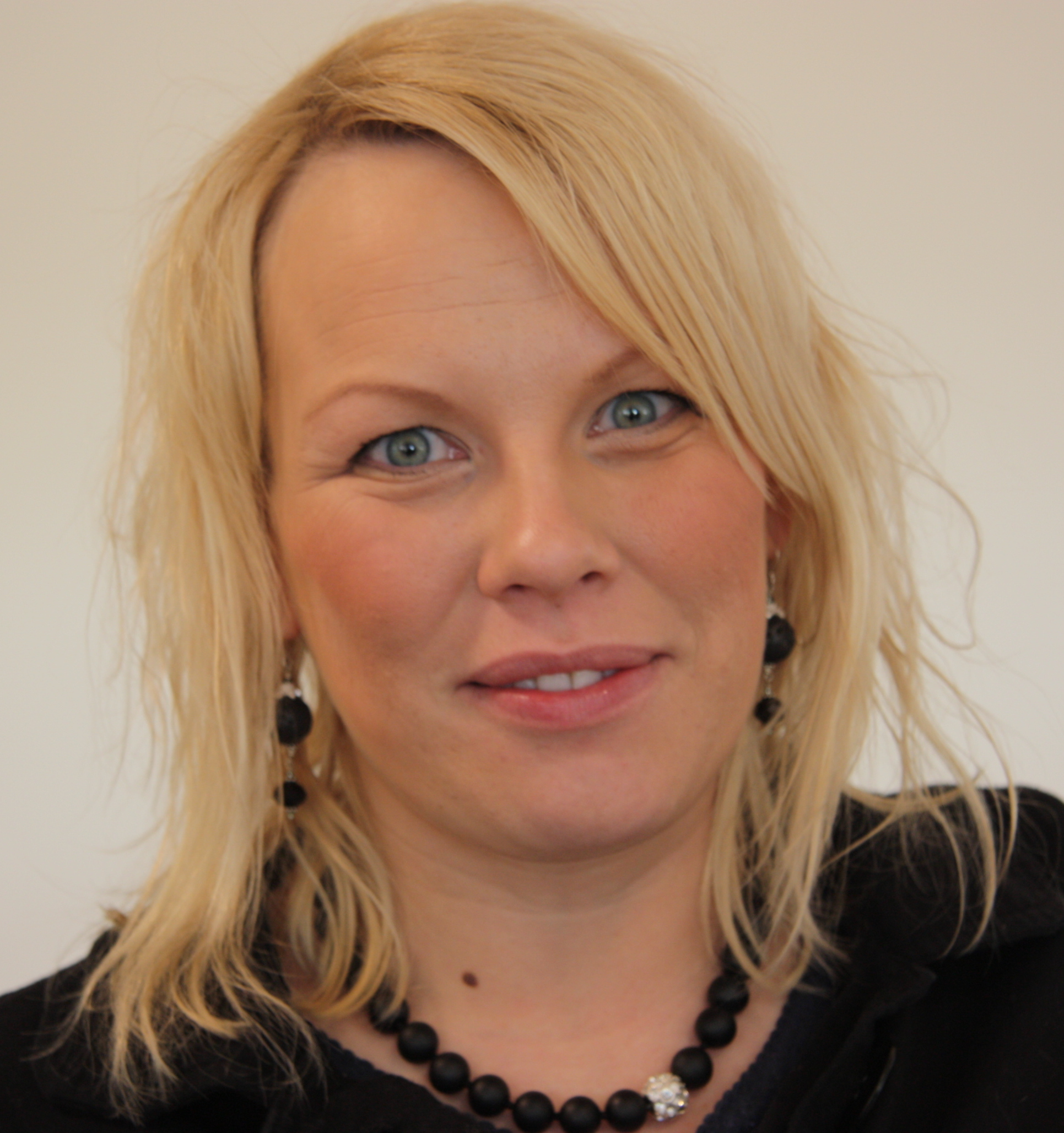
Láilá Susanne Vars (2010)

Láilá Susanne Vars (* 19. August 1976 in Láhpoluoppal, Guovdageaidnu (Kautokeino), Provinz Finnmark in Norwegen) ist eine samisch-norwegische Völkerrechtlerin, Politikerin und Rektorin der Samischen Hochschule Sámi allaskuvla (Samisk høgskole) in Guovdageaidnu.
Vars ist, national wie auch international, eine Expertin für die Menschenrechte indigener Völker.

## Leben
Vars wurde 1976 in Láhpoluoppal geboren, das zur Gemeinde Kautokeino (nordsamisch Guovdageaidnu) gehört. Von 1996 bis 2001 studierte sie Rechtswissenschaft an der Universität Tromsø (LLM). Anschließend beriet sie das norwegische Sámediggi (Samisches Parlament) in Rechtsfragen und hatte 2005 großen Anteil bei der Verabschiedung des Finnmark-Gesetzes (norwegisch Finnmarksloven), das den Sámi 95 Prozent des Landes zusprach.
Im Jahr 2005 kehrte Vars an ihre Universität zurück und arbeitete als Dozentin und Wissenschaftlerin im Bereich der Menschenrechte. In dieser Zeit war sie auch an der Universität Florenz tätig. Vars wurde 2009 mit einer Arbeit über Das Selbstbestimmungsrecht der Sámi promoviert.
Im selben Jahr konnte Vars ein Mandat der Árja-Partei erringen. Im Sámediggi in Karasjok war sie bis 2013 Vizepräsidentin. Nach einer Änderung der Parlamentsordnung musste sie 2010 ihren Sitz im Parlament abgeben. Ein zweites Mandat erhielt Vars für 2013–2017. In dieser Zeit war sie Fraktionsvorsitzende der Árja.
Vars wurde 2013 Exekutiv-Direktorin am „Gáldu“ (Ressourcen-Zentrum für die Rechte indigener Völker) in Kautokeino. Nachdem das Gáldu im Januar 2017 in die Norwegischen Menschenrechts-Institution (Norges institusjon for menneskerettigheter (NIM)) aufgenommen worden war, hatte sie dort das Amt einer Abteilungsleiterin inne und ließ sich von ihren Aufgaben im Sámediggi entbinden.
Seit März 2017 berät Vars als Expertin den UN-Menschenrechtsrat (UNHRC) im Bereich der Rechte indigener Völker der Arktis (UN-Expertenmechanismus für die Rechte indigener Völker (EMRIP)). Sie ist Mitglied der International Work Group for Indigenous Affairs (IWGIA) in Kopenhagen. Vars war von 2013 bis 2016 Mitglied der Norwegischen UNESCO-Kommission und von 2013 bis 2015 Kommissionsmitglied für die Minderheit des Romanifolket (reisende, tatere) in Norwegen. Seit August 2019 ist sie Rektorin der Samischen Hochschule (engl. Eigenbezeichnung: Sámi University for Applied Sciences).
Vars ist verheiratet und hat zwei Kinder.

## Schriften und Bücher (Auswahl)
Wissenschaftliche Arbeiten

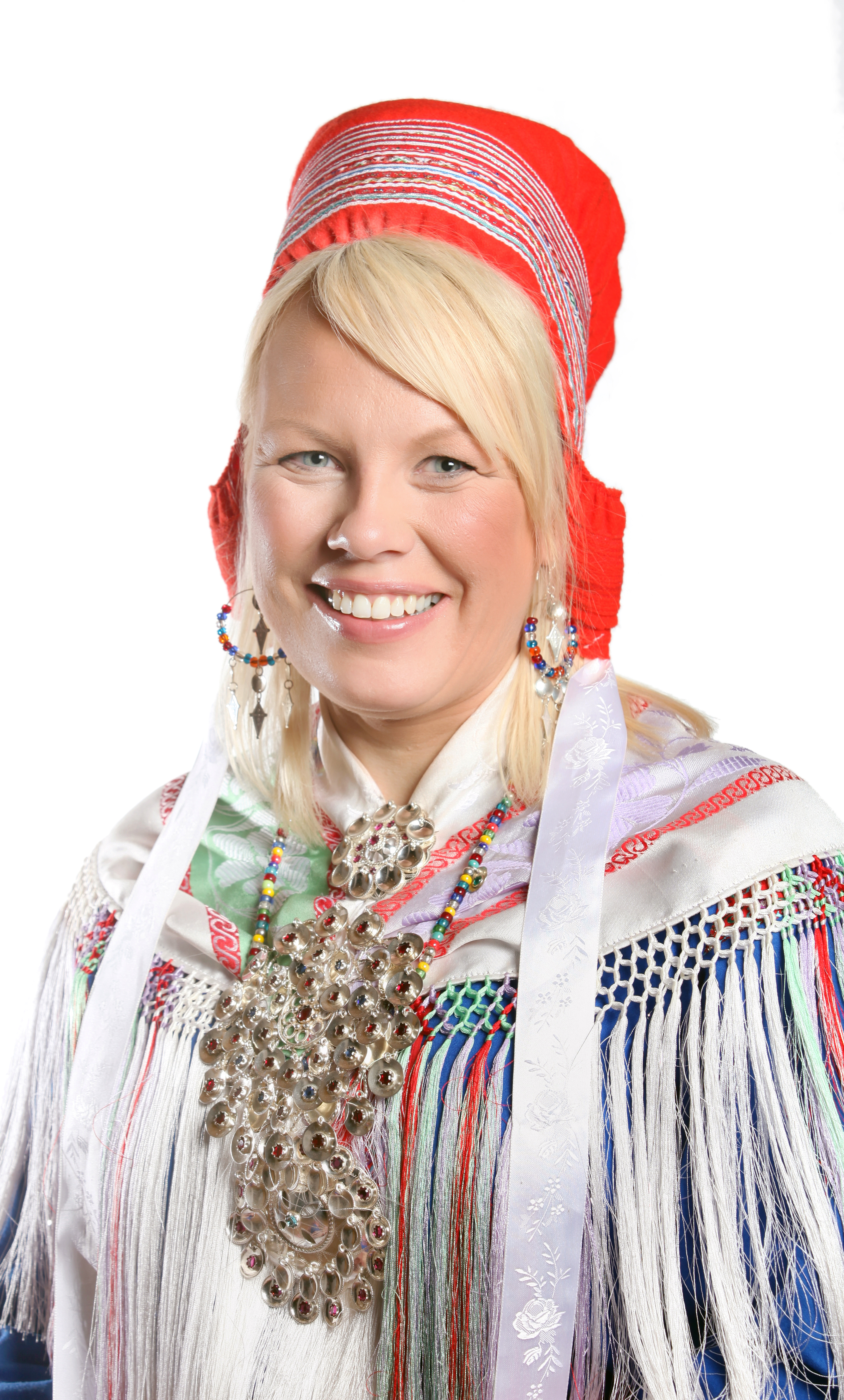
Láilá Susanne Vars (2013)

- Das Selbstbestimmungsrecht der Sámi. Dissertation, Tromsø 2009.
- Why is it important to preserve Sámi traditional knowledge and how can it be done? In: John Trygve Solbakk, Aage Solbakk, Gunvor Guttorm, Harald Gaski u. a.: Árbevirolaš máhttu ja dahkkivuoigatvuohta. (Traditional knowledge and copyright). Sámikopiija, Karasjok 2007.
- Norske domstoler og samisk reindrift. eksemplifisert ved reineiers gjeteplikt etter reindriftsloven § 20(1): = Norgga duopmostuolut ja sámi boazodoallu. – Dieđut, Sámi Instituhtta, Kautokeino 2003.
- Political aspects of the Sámi people’s right to self-determination. In: Journal on Indigenous Peoples Rights. Nr. 2, 2008.
- Sápmi - Norway. In: Indigenous world. 2006, S. 39–44.
- Zahlreiche Fachaufsätze.

Kinderbuch
- Mit Anette Diesen: Niillas oažžu oðða gápmagiid. (Nils får nye skaller). Solum, Oslo 1995.